# CreateSpace.com

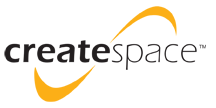
CreateSpace.com-Logo

CreateSpace.com war eine Self-Publishing-Plattform, die als „Independent Publishing Platform“ die Verbreitung von Selbstpublikationen in Form von Büchern als Print- und E-Book-Ausgaben sowie von Datenträgern mit Musik- und Filmaufnahmen ohne Verlagsbindung und Vorlaufkosten ermöglichte. Das Medienunternehmen war eine Tochtergesellschaft von Amazon.com mit Sitz in North Charleston, South Carolina (USA). CreateSpace bot seine Dienstleistungen über das Internet weltweit an. Ende 2018 gingen seine Dienste innerhalb von Amazon.com an Kindle Direct Publishing über.

## Geschichte
Vorläuferfirmen waren BookSurge Inc. und CustomFlix Labs, Inc.
BookSurge startete 2000 als Self-Publishing-Plattform für Autoren, die als Self-publisher ihre Bücher im Print-on-Demand-Verfahren herstellen und online vertreiben lassen wollen. CustomFlix zielte ab 2002 als DVD-on-Demand-Unternehmen auf den Selbstverlag unabhängiger Filmemacher.
Beide Firmen wurden 2005 von Amazon.com übernommen.
2007 wurde der Name CustomFlix in CreateSpace geändert. Im Oktober 2009 wurden CreateSpace und BookSurge unter dem Namen CreateSpace zusammengeführt, um nun ihre zuvor getrennt voneinander angebotenen Leistungen unter einem Dach anzubieten.
Ende 2018 gingen die Dienste innerhalb von Amazon.com an Kindle Direct Publishing über; die Marke CreateSpace scheint nach derzeitigem Stand nicht mehr genutzt zu werden.

## Geschäftsmodell
CreateSpace war ein DBA von On-Demand Publishing LLC und als solcher Teil der Amazon-Unternehmensgruppe. Das Geschäftsmodell basierte auf der Print-on-Demand-Idee: Anstatt eine feste Auflage vorzufinanzieren und zu produzieren, wurden die Inhalte digitalisiert. Erst auf Bestellung – on demand – wurden Bücher oder Datenträger gedruckt bzw. erstellt. CreateSpace bot die Herstellung und die Lieferung von Büchern und Datenträgern an und gewährleistete als Systemdienstleister auch deren Vertrieb.
Unter Amazon sind deren Publikationen bislang nach wie vor gekennzeichnet mit CreateSpace Independent Publishing Platform.
Zum zuvor möglichen Kundenkreis von CreateSpace → siehe die Abschnitte unter Begründungszusammenhänge im Artikel Selbstpublikation.

### Besonderheiten
Das Internetportal von CreateSpace war nur in englischer Sprache abrufbar.
Durch direkte Anbindung an das Barsortiment der Amazon-Internetbuchhandlungen sind alle bei CreateSpace gespeicherten Titel an Kindle Direct Publishing übergegangen und sind somit weiterhin nahezu weltweit über das Internet, aber derzeit nur in den USA auch im stationären Buchhandel erhältlich. E-Books wurden zuvor in direkter Anbindung, jetzt davon losgelöst, mit Kindle Direct Publishing ausschließlich für den Amazon-eigenen Kindle-Reader produziert.
Bei CreateSpace war die Erstellung von Büchern – sei es als Printmedium oder E-Book – sowie die Erstellung von Datenträgern für Musik- und Filmaufnahmen kostenfrei, sofern keine zusätzlichen Dienstleistungen (z. B. für das Marketing) in Anspruch genommen wurden. Bei der Zustellung einer kleineren Menge an Autorenexemplaren im europäischen Raum standen den gewährten Autorenrabatten vergleichsweise hohe Versandkosten für eine zudem in der Regel mehrere Wochen dauernde Zusendung aus den USA gegenüber. Für Auftraggeber innerhalb Europas war es daher bei geringer Stückzahl (bis ca. zehn Exemplare) günstiger, die eigenen Titel wie ein regulärer Kunde über die inländischen Amazon-Anbieter zu erwerben.